# Biblioteca Vasconcelos

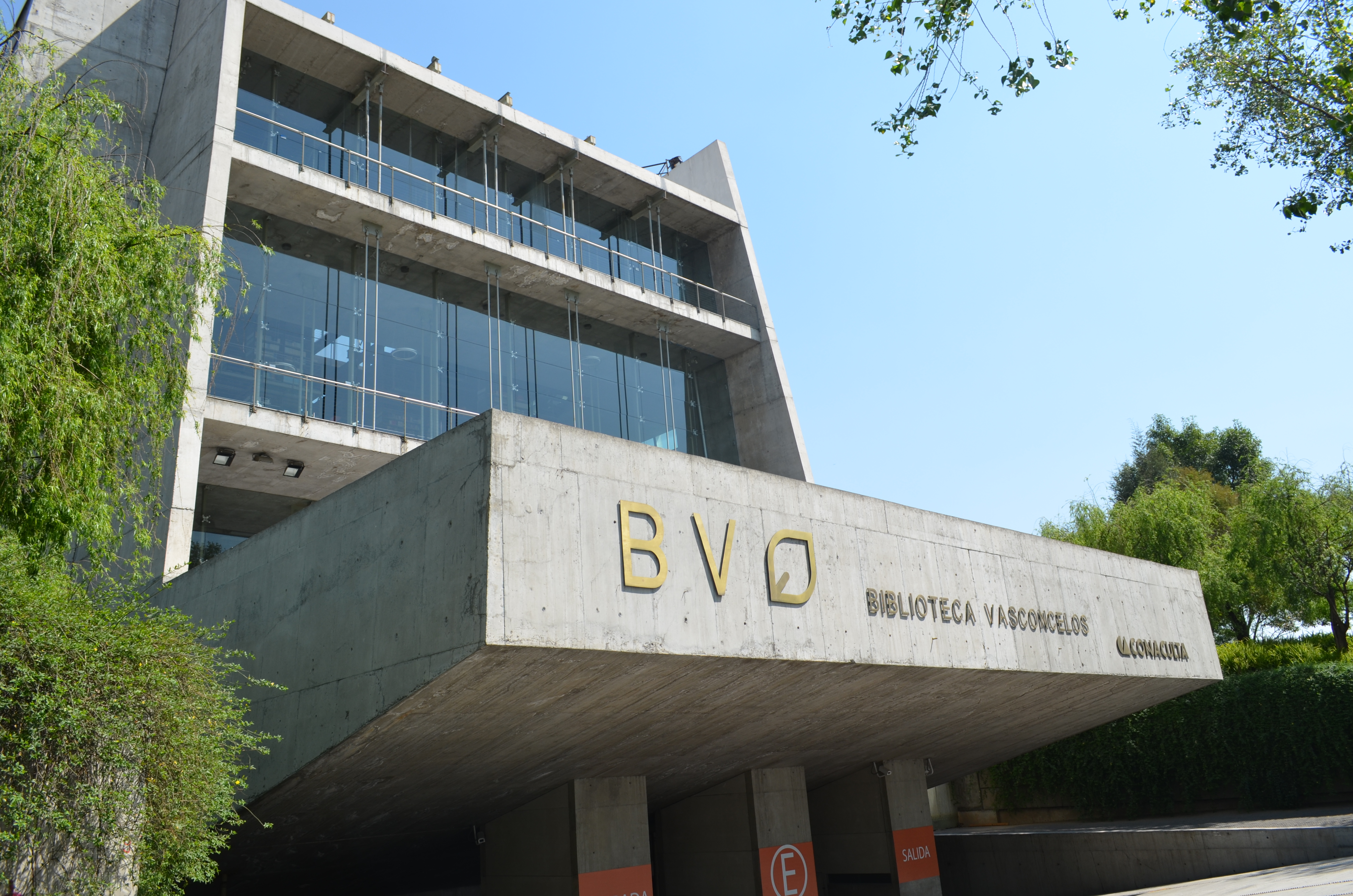
Haupteingang zur Bibliothek

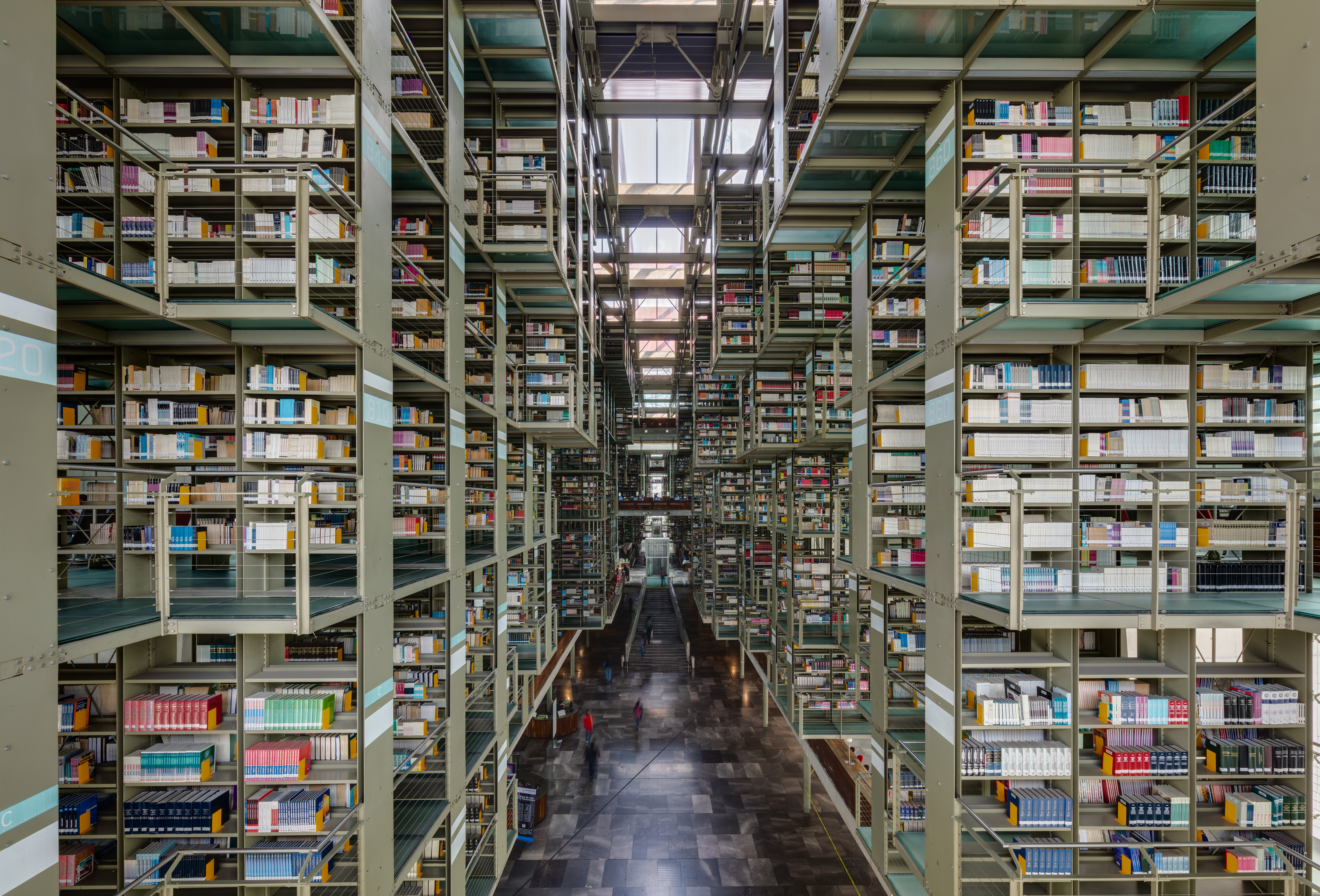
Blick in den Hauptlesesaal

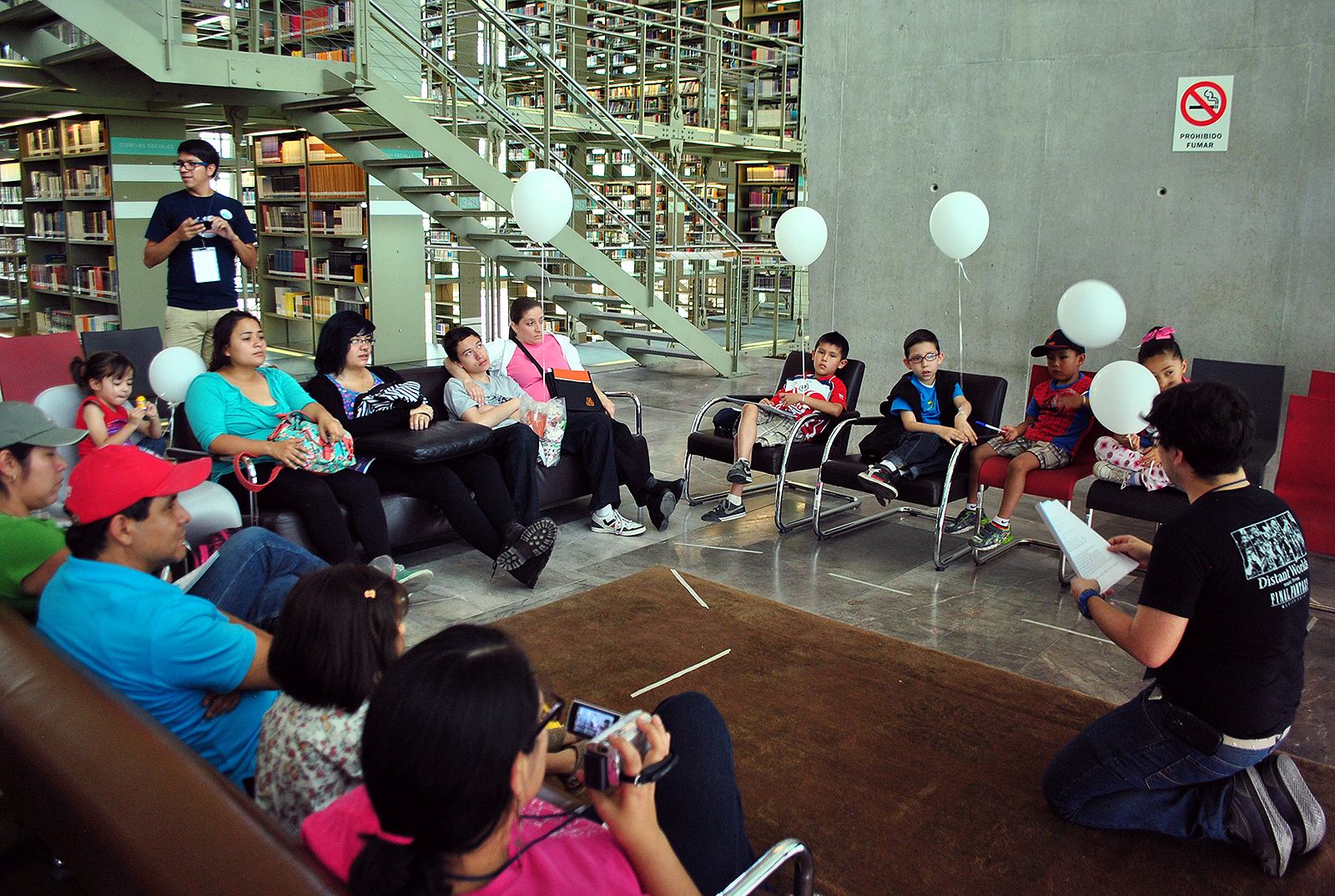
Lesung anlässlich des Kindertages, im Hintergrund die Bücherregale des Lesesaals

Die Biblioteca Vasconcelos ist eine Bibliothek in der Delegación Cuauhtémoc der mexikanischen Hauptstadt Mexiko-Stadt. Sie befindet sich parallel zum Bahnhof Buenavista an der Straßenecke Calle Mosqueta / Calle Saturno. Die 2006 eröffnete Bibliothek gehört zu den größten ihrer Art in Mexiko, sie ist nach dem mexikanischen Politiker, Schriftsteller und Philosophen José Vasconcelos benannt.

## Geschichte

### Bau und Eröffnung
Die Idee und Plan für den Bau der Großbibliothek geht auf Sari Bermúdez, Vorsitzende des Nationalrats für Kunst und Kultur (Conaculta) Anfang der 2000er Jahre, zurück. Für den Entwurf der Bibliothek, die eine Fläche von 38.000 Quadratmeter umfasst, zeichneten die Architekten Alberto Kalach, Juan Palomar Verea, Gustavo Lipkau und Tonatiuh Martínez verantwortlich. Aufgrund ausufernder Kosten schlug der mexikanische Kongress 2005 eine Kürzung und Deckelung der Baukosten vor, die damals regierende Partido Acción Nacional lehnte dies ab. 
Der Bau wurde am 16. Mai 2006 vom damaligen Präsidenten Vicente Fox eröffnet, er nannte sie eine der „fortschrittlichsten Bibliotheken des 21. Jahrhunderts“. Da die Eröffnung eine Woche vor Beginn des Wahlkampfes für die Präsidentschaftswahlen 2006 stattfand und die Bibliothek noch nicht komplett funktionsfähig war, kritisierten sowohl die oppositionelle Partido de la Revolución Democrática (PRD) wie die Presse den Bau als Wahlkampfgeschenk Foxens. Die Kosten beliefen sich auf 954 Millionen mexikanischer Pesos, damals etwa 67 Millionen Euro.

### Baumängel
Aufgrund der übereilten Eröffnung der Bibliothek musste diese im März 2007 aufgrund von Wasserschäden schließen. Die „Auditoría Superior de la Federación“ stellte 36 Baumängel fest und leitete 13 Untersuchungen gegen Beamte der Nationalregierung ein. Die Nachfolgeregierung Vicente Fox' unter Felipe Calderón sah sich gezwungen weitere 32 Millionen mexikanischer Pesos (etwa 2,1 Millionen Euro) zur Sanierung und Vervollständigung des Gebäudes zu investieren.

## Gebäude

### Konstruktion
Der von Alberto Kalach, Juan Palomar Verea, Gustavo Lipkau und Tonatiuh Martínez entworfene Gebäudekomplex umfasst eine Grundfläche von 37.692 Quadratmeter, davon gehören 26.000 zum umgebenden Botanischen Garten. Der Komplex selbst teilt sich in drei Einzelgebäude mit jeweils sechs Stockwerken auf. Auffällig ist der moderne Architekturstil Kalachs bestehend aus großen, transparenten Glasflächen. Durch den großen Freiraum zwischen und der Hängekonstruktion der Buchregale, wirkt es, als ob diese „schweben“ würde.

### Bibliotheksorganisation und -einrichtungen
Die Bibliothek umfasst derzeit mehr als 575.000 Bücher, die nach dem Dewey-System sortiert und katalogisiert sind.
Neben der Bibliothek selbst gibt es Multimediaräume (mit mehr als 600 internetfähigen Computern), eine Kinderbibliothek, ein Raum mit Braille-Werken, einen Musiksaal sowie einer Aula.